# Правотицький потік
Правотицький потік (словац. Pravotický potok) — річка в Словаччині, ліва притока Бебрави, протікає в окрузі Бановці-над-Бебравою.
Довжина приблизно 6.8-7.1 км. Витік знаходиться в масиві Нітранські пагорби (геоморфологічна підодиниця Бановські пагорби — схил гори Великий Плішивець); на висоті близько 255 метрів. Впадає потік Дендеш.
Протікає територією сіл Правотиці і Остратиці. Впадає у Бебраву на висоті приблизно 180-183 метри.